# コ・ユジン
コ・ユジン（고유진、2000年4月8日 - ）は韓国のロックバンドFlowerのボーカリスト。

## 活動

### アルバム
- 2004年 - 1集 シン・セン・ア (新生我)
- 2006年 - 2集 My Romantic Life
- 2008年 - 3集 Equi-Vocal
- 2009年 - デジタルシングル [馬鹿なので]

| スタブアイコン | サブスタブ | この項目は、まだ閲覧者の調べものの参照としては役立たない、歌手に関連した書きかけの項目です。この項目を加筆・訂正などしてくださる協力者を求めています（P:音楽/PJ:芸能人）。 |